# Сельское поселение «Цугол»
Сельское поселение «Цугол» (бур. Сγγгэлын hомон) — муниципальное образование в составе муниципального района «Могойтуйский район» Агинского Бурятский округа в Забайкальском крае Российской Федерации.
Административный центр — село Цугол.
Глава сельского поселения — Дондокова Цыпылма Бороевна.

## География
Площадь поселения 3610 га.

## Население
| 2010 | 2011 | 2012 | 2013 | 2014 | 2015 | 2016 |
| ---- | ---- | ---- | ---- | ---- | ---- | ---- |
| 837  | ↘834 | →834 | ↗847 | ↘846 | ↗851 | ↘850 |
| 2017 | 2018 | 2019 | 2020 | 2021 |      |      |
| ↘845 | →845 | ↘829 | ↘819 | ↘680 |      |      |

## Достопримечательности
Цугольский дацан — был построен здесь в 1830-е годы.

## Люди, связанные с муниципальным образованием
Здесь свои детские годы провёл Александр Михайлов — советский и российский актёр театра и кино.